# Gran Premio di Francia 1958
Il Gran Premio di Francia 1958 fu la sesta gara della stagione 1958 del Campionato mondiale di Formula 1, disputata il 6 luglio sul Circuito di Reims.
La corsa vide l'ultima vittoria in carriera di Mike Hawthorn su Ferrari (che non vinceva dal Gran Premio di Germania 1956), seguito da Stirling Moss su Vanwall e dall'altro ferrarista Wolfgang von Trips.

## Qualifiche
| Pos | N° | Pilota              | Auto              | Squadra                  | Tempo  | Distacco |
| --- | -- | ------------------- | ----------------- | ------------------------ | ------ | -------- |
| 1   | 4  | Mike Hawthorn       | Ferrari 246 F1    | Scuderia Ferrari         | 2:21.7 | -        |
| 2   | 2  | Luigi Musso         | Ferrari 246 F1    | Scuderia Ferrari         | 2:22.4 | +0.7     |
| 3   | 16 | Harry Schell        | BRM P25           | Owen Racing Organisation | 2:23.1 | +1.4     |
| 4   | 42 | Peter Collins       | Ferrari 246 F1    | Scuderia Ferrari         | 2:24.0 | +2.3     |
| 5   | 10 | Tony Brooks         | Vanwall VW5       | Vandervell Products Ltd  | 2:23.4 | +1.7     |
| 6   | 8  | Stirling Moss       | Vanwall VW5       | Vandervell Products Ltd  | 2:23.7 | +2.0     |
| 7   | 18 | Maurice Trintignant | BRM P25           | Owen Racing Organisation | 2:23.7 | +2.0     |
| 8   | 34 | Juan Manuel Fangio  | Maserati 250F     | Privato                  | 2:24.0 | +2.3     |
| 9   | 14 | Jean Behra          | BRM P25           | Owen Racing Organisation | 2:24.2 | +2.5     |
| 10  | 12 | Stuart Lewis-Evans  | Vanwall VW5       | Vandervell Products Ltd  | 2:25.3 | +3.6     |
| 11  | 40 | Paco Godia          | Maserati 250F     | Privato                  | 2:27.1 | +5.4     |
| 12  | 22 | Jack Brabham        | Cooper T45-Climax | Cooper Car Company       | 2:27.3 | +5.6     |
| 13  | 36 | Phil Hill           | Maserati 250F     | J Bonnier                | 2:30.9 | +9.2     |
| 14  | 20 | Roy Salvadori       | Cooper T45-Climax | Cooper Car Company       | 2:32.2 | +10.5    |
| 15  | 32 | Gerino Gerini       | Maserati 250F     | Scuderia Centro Sud      | 2:30.7 | +9.0     |
| 16  | 38 | Jo Bonnier          | Maserati 250F     | J Bonnier                | 2:29.5 | +7.8     |
| 17  | 28 | Carroll Shelby      | Maserati 250F     | Scuderia Centro Sud      | 2:32.0 | +10.3    |
| 18  | 30 | Troy Ruttman        | Maserati 250F     | Scuderia Centro Sud      | 2:36.0 | +14.3    |
| 19  | 24 | Graham Hill         | Lotus 16-Climax   | Team Lotus               | 2:40.9 | +19.2    |
| 20  | 26 | Cliff Allison       | Lotus 12-Climax   | Team Lotus               | 2:49.7 | +28.0    |
| 21  | 6  | Wolfgang von Trips  | Ferrari 246 F1    | Scuderia Ferrari         | 2:23.3 | +1.6     |

## Gara
Il pilota romano Luigi Musso morì durante il Gran Premio a causa di un'uscita di pista al nono giro mentre si trovava all'inseguimento del compagno di squadra Hawthorn. Con il quarto posto in gara si concluse anche la carriera di Juan Manuel Fangio.
La sua Maserati non fu mai competitiva ed a fine gara fu sul punto di essere doppiata dal leader della corsa Mike Hawthorn il quale, in segno di rispetto per il grande campione conosciuto come il maestro, frenò e consentì a Fangio di completare la gara a pieni giri. Al termine della gara la leggenda argentina disse semplicemente ai suoi meccanici "basta, è finita".
| Pos | N° | Pilota                         | Costruttore       | Giri | Tempo/Causa Ritiro | Pos partenza | Punti |
| --- | -- | ------------------------------ | ----------------- | ---- | ------------------ | ------------ | ----- |
| 1   | 4  | Mike Hawthorn                  | Ferrari 246 F1    | 50   | 2:03:21.3          | 1            | 9     |
| 2   | 8  | Stirling Moss                  | Vanwall VW5       | 50   | + 24.6             | 6            | 6     |
| 3   | 6  | Wolfgang von Trips             | Ferrari 246 F1    | 50   | + 59.7             | 21           | 4     |
| 4   | 34 | Juan Manuel Fangio             | Maserati 250F     | 50   | + 2:30.6           | 8            | 3     |
| 5   | 42 | Peter Collins                  | Ferrari 246 F1    | 50   | + 5:24.9           | 4            | 2     |
| 6   | 22 | Jack Brabham                   | Cooper T45-Climax | 49   | + 1 Giro           | 12           |       |
| 7   | 36 | Phil Hill                      | Maserati 250F     | 49   | + 1 Giro           | 13           |       |
| 8   | 38 | Jo Bonnier                     | Maserati 250F     | 48   | + 2 Giri           | 16           |       |
| 9   | 32 | Gerino Gerini                  | Maserati 250F     | 47   | + 3 Giri           | 15           |       |
| 10  | 30 | Troy Ruttman                   | Maserati 250F     | 45   | + 5 Giri           | 18           |       |
| 11  | 20 | Roy Salvadori                  | Cooper T45-Climax | 37   | + 13 Giri          | 14           |       |
| Rit | 16 | Harry Schell                   | BRM P25           | 41   | Surriscaldamento   | 3            |       |
| Rit | 14 | Jean Behra                     | BRM P25           | 41   | Pompa benzina      | 9            |       |
| Rit | 12 | Stuart Lewis-Evans Tony Brooks | Vanwall VW5       | 35   | Motore             | 10           |       |
| Rit | 24 | Graham Hill                    | Lotus 16-Climax   | 33   | Surriscaldamento   | 19           |       |
| Rit | 40 | Paco Godia                     | Maserati 250F     | 28   | Incidente          | 11           |       |
| Rit | 18 | Maurice Trintignant            | BRM P25           | 23   | Pompa benzina      | 7            |       |
| Rit | 10 | Tony Brooks                    | Vanwall VW5       | 16   | Motore             | 5            |       |
| Rit | 2  | Luigi Musso                    | Ferrari 246 F1    | 9    | Incidente          | 2            |       |
| Rit | 28 | Carroll Shelby                 | Maserati 250F     | 9    | Motore             | 17           |       |
| Rit | 26 | Cliff Allison                  | Lotus 12-Climax   | 6    | Motore             | 20           |       |

## Statistiche

### Piloti
- 3ª e ultima vittoria per Mike Hawthorn
- 1º Gran Premio per Carroll Shelby e Phil Hill
- Ultimo Gran Premio per Juan Manuel Fangio, Chico Godia e Luigi Musso

### Costruttori
- 26° vittoria per la Ferrari
- 90° podio per la Ferrari

### Motori
- 26ª vittoria per il motore Ferrari
- 90° podio per il motore Ferrari

### Pneumatici
- 11° vittoria per la Englebert
- 60° Gran Premio per la Pirelli

### Giri al comando
- Mike Hawthorn (1-50)

## Classifiche Mondiali

### Piloti
| Pos | Pilota              | Punti |
| --- | ------------------- | ----- |
| 1   | Stirling Moss       | 23    |
|     | Mike Hawthorn       | 23    |
| 3   | Luigi Musso         | 12    |
| 4   | Harry Schell        | 10    |
| 5   | Maurice Trintignant | 8     |
|     | Jimmy Bryan         | 8     |
|     | Tony Brooks         | 8     |
| 8   | Juan Manuel Fangio  | 7     |
| 9   | Jean Behra          | 6     |
|     | George Amick        | 6     |
|     | Peter Collins       | 6     |
| 12  | Tony Bettenhausen   | 4     |
|     | Johnny Boyd         | 4     |
|     | Stuart Lewis-Evans  | 4     |
|     | Wolfgang von Trips  | 4     |
| 16  | Roy Salvadori       | 3     |
|     | Jack Brabham        | 3     |
|     | Cliff Allison       | 3     |
| 19  | Jim Rathmann        | 2     |

### Costruttori
| Pos | Team          | Punti |
| --- | ------------- | ----- |
| 1   | Ferrari       | 28    |
| 2   | Vanwall       | 22    |
| 3   | Cooper-Climax | 19    |
| 4   | BRM           | 10    |
| 5   | Maserati      | 6     |
| 6   | Lotus-Climax  | 3     |